# CFosSpeed
cFosSpeed är ett mjukvaruprogram för internetacceleration utvecklat för Microsoft Windows. Det bidrar till bättre responstid samtidigt som det tillåter hög överföringshastighet. 
Det används särskilt ofta vid onlinespel och IP-telefoni.